# ۱۱۴۲ (میلادی)
۱۱۴۲ (میلادی) هزار و صد و چهل و دومین سال تقویم میلادی است.

## درگذشتگان
‎